# Hans Witz
Hans Witz (XV secolo) è un pittore svizzero, probabilmente figlio del pittore Konrad Witz.

## Biografia
Sebbene sia stato uno dei massimi pittori svizzeri d'ogni tempo, le notizie su Konrad Witz, che si presume padre di Hans, scarseggiano. Lo si sa d'origine sveva ma cittadino di Basilea dal 1435 e autore delle ante del Petrusaltar per l'altar maggiore della cattedrale di Ginevra, firmate Conradus de Sapientis e datate 1444. Si sa anche che alla sua morte, avvenuta tra l'inverno del 1445 e la primavera del 1446, lasciò cinque figli, che l'anno successivo furono affidati alla tutela di Hans Witz, loro nonno paterno e pittore anch'egli. 
È lecito ipotizzare che a uno dei cinque figli fosse stato imposto lo stesso nome del nonno e che Hans Witz il giovane abbia appreso il mestiere dal padre. Di fatto, gli studiosi attuali sono orientati a parlare di una cerchia dei Witz, tanto è arduo districarsi nel labirinto delle attribuzioni. Per la Crocefissione di New York, nella Frick Collection, databile attorno al 1440, un tempo ascritta a Konrad Witz, si è ora propensi per un'attribuzione ad Hans, come per quella alla Gemaeldegalerie di Berlino e per la Sacra famiglia all'interno di una chiesa conservata al Museo di Capodimonte, a Napoli.
Secondo l'uso del tempo, Hans Witz latinizzò il proprio nome, ma, pare, adottando più di una versione: Johannes Sapiens, o de Sapientis, o de Sapientibus, o de Savii, come risulta citato in una lettera databile attorno al 1477 che Branda Castiglioni, vescovo di Como, indirizzò a Bona di Savoia, nipote di Amedeo VIII,  parlando di un “magistro Zohanni de Savii depintore de Savoya” attivo nel ducato milanese e che lo stesso vescovo aveva ospitato in casa propria dal marzo 1476 per quasi un anno. Sulla base di tale lettera, ad Hans Witz viene attribuito l'affresco di Cristo davanti a Pilato nell'oratorio di San Bernardo, all'ingresso dell'abbazia di Chiaravalle milanese, della quale era commendatario in quegli anni un fratello minore del duca Galeazzo Maria, il futuro cardinale Ascanio Maria Sforza.
La corte sabauda di Amedeo VIII vide una grande fioritura delle arti, e in tutto il territorio piemontese nel secondo Quattrocento s'impose il gusto fiammingo: Hans e Konrad Witz furono tra i protagonisti dell'affermazione di tale Ars nova.
Bona di Savoia sposò nel 1468 il duca di Milano Galeazzo Maria Sforza e divenne madre di Gian Galeazzo Maria, in nome del quale fu duchessa reggente dopo che il coniuge fu assassinato, il giorno di Santo Stefano dell'anno 1476. Hans Witz risulta aver operato come pittore di corte a Milano dal luglio 1478 (la carica si era resa vacante nel 1476, alla morte di Zanetto Bugatto; nel 1480 la reggente fu estromessa dal potere ad opera del cognato Ludovico, detto il Moro).
Di Hans Witz s'ipotizza la possibile paternità anche della vetrata di Sant'Agostino nella Certosa di Pavia.
Permane una grande incertezza, alimentata dalla penuria di notizie e documenti, dalle omonimie e dalla confusione derivante dall'uso di pseudonimi e soprannomi. Risulta tuttavia accertata l'attività di Hans Witz tra il 1440 e il 1491 tra Chambéry, Ginevra e Milano.